# Поджо-Мояно
Поджо-Мояно (итал. Poggio Moiano) — коммуна в Италии, располагается в регионе Лацио, подчиняется административному центру Риети.
Население составляет 2510 человек, плотность населения составляет 97 чел./км². Занимает площадь 26 км². Почтовый индекс — 02037. Телефонный код — 0765.
Покровителем коммуны почитается святой Себастьян, празднование 20 января.